# Erica parviflora
Erica parviflora är en ljungväxtart som beskrevs av Carl von Linné. Erica parviflora ingår i släktet klockljungssläktet, och familjen ljungväxter.

## Underarter
Arten delas in i följande underarter:
- E. p. exigua
- E. p. glabra
- E. p. hispida
- E. p. inermis
- E. p. puberula
- E. p. ternifolia

## Bildgalleri

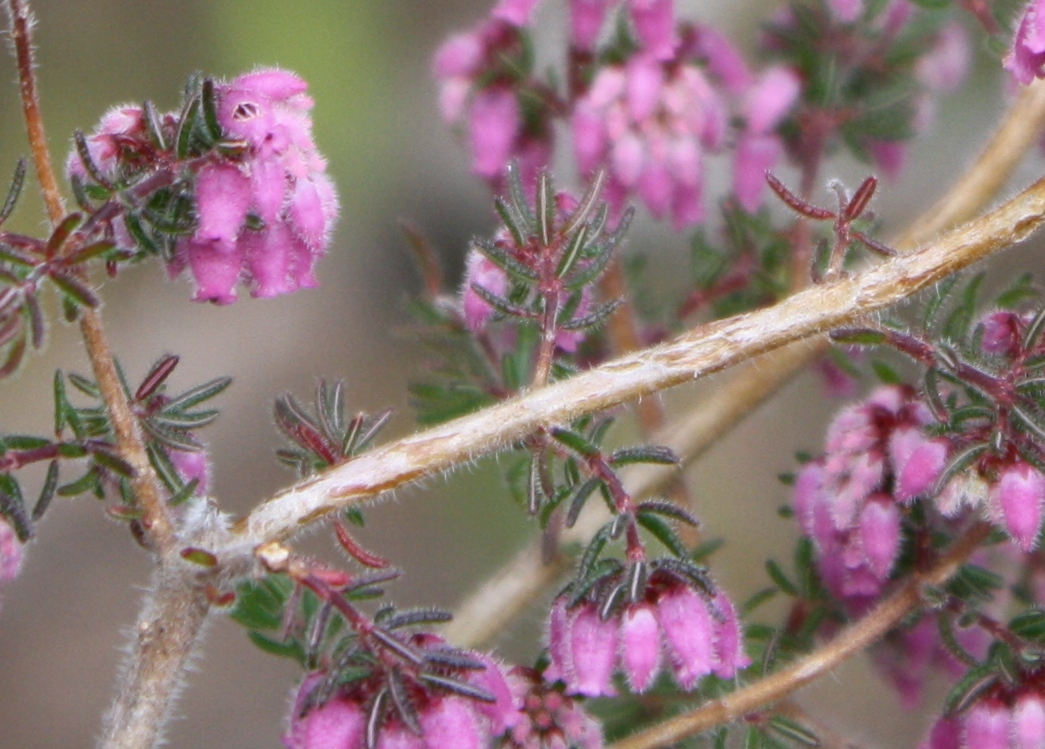
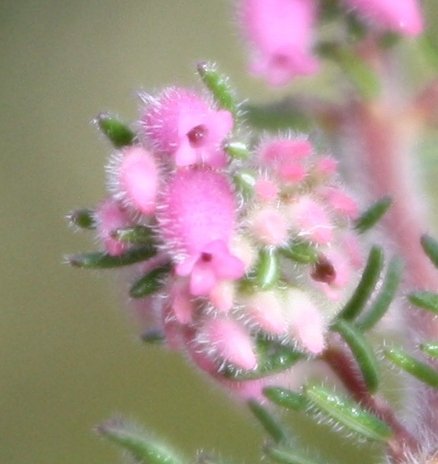
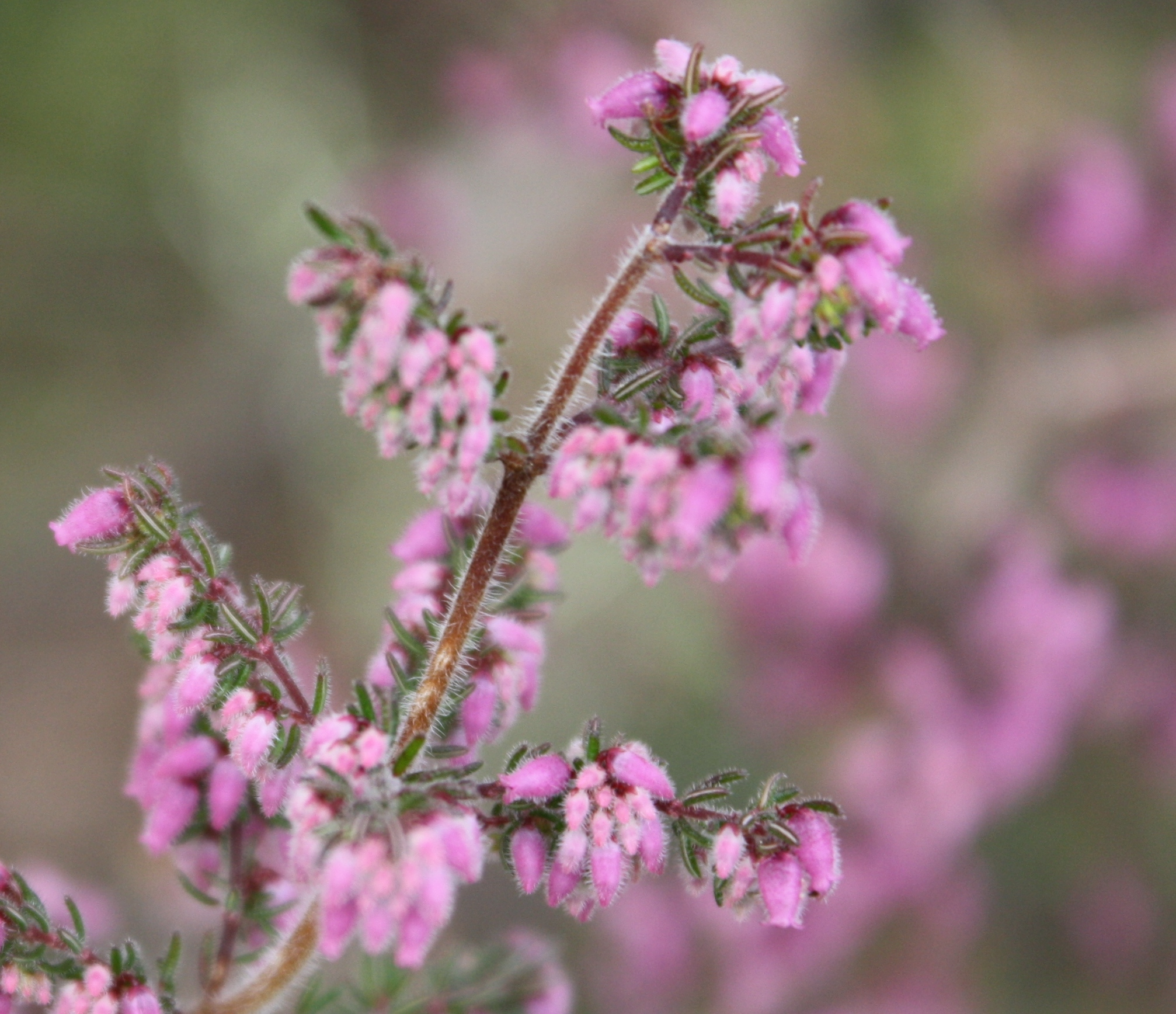